# Regina Čistiakova
Regina Čistiakova (russisch Регина Чистякова, Regina Tschistjakowa; * 7. November 1961 in Tytuvėnai, LiSSR, Sowjetunion als Regina Nyderytė) ist eine ehemalige litauische Leichtathletin, die bis 1990 für die Sowjetunion im Mittel- und Langstreckenlauf an den Start ging. Von 1988 bis 1990 wurde sie dreimal in Folge Crosslauf-Weltmeisterin in der Teamwertung.

## Sportliche Laufbahn
Erste internationale Erfahrungen sammelte Regina Čistiakova vermutlich im Jahr 1986, als sie bei den Halleneuropameisterschaften in Madrid in 9:01,72 min die Bronzemedaille im 3000-Meter-Lauf hinter der Ostdeutschen Ines Bibernell sowie Yvonne Murray aus dem Vereinigten Königreich gewann. Im selben Jahr gewann sie bei den Goodwill Games in Moskau in 8:39,25 min die Bronzemedaille hinter der Rumänin Mariana Chirilă und ihrer Landsfrau Swetlana Ulmassowa. Bei den Crosslauf-Weltmeisterschaften 1988 in Auckland nach 19:41 min den siebten Platz im Einzelrennen und sicherte sich in der Teamwertung die Goldmedaille. Im Jahr darauf wurde sie bei den Crosslauf-Weltmeisterschaften 1989 in Stavanger nach 23:36 min 27. im Einzelrennen und verteidigte in der Teamwertung ihren Titel. Zudem gewann sie bei der Sommer-Universiade in Duisburg in 8:55,73 min die Bronzemedaille hinter den Rumäninnen Paula Ivan und Viorica Ghican. Bei den Crosslauf-Weltmeisterschaften 1990 in Aix-les-Bains wurde sie nach 19:52 min 13. im Einzelrennen und siegte zum dritten Mal in Folge in der Teamwertung. 1993 startete sie Litauen über 3000 Meter bei den Weltmeisterschaften in Stuttgart und schied dort mit 8:58,51 min im Vorlauf aus. Bei den Crosslauf-Europameisterschaften 1994 in Alnwick lief sie nach 15:55 min auf dem 60. Platz ein und bei den Crosslauf-Weltmeisterschaften 1995 in Durham wurde sie nach 21:47 min 57. Daraufhin beendete sie ihre aktive sportliche Karriere in der allgemeinen Klasse im Alter von 34 Jahren.
1986 wurde Čistiakova sowjetische Meisterin im 3000-Meter-Lauf. Zudem wurde sie 1993 litauische Meisterin im 1500-Meter-Lauf sowie 1991 und 1993 über 3000 Meter. Zudem wurde sie 1990 Landesmeisterin im Crosslauf und 1991 und 1995 Hallenmeisterin über 3000 Meter.

## Persönliche Bestleistungen
- 1500 Meter: 4:05,96 min, 5. September 1988 in Moskau
  - 1500 Meter (Halle): 4:08,19 min, 6. Februar 1986 in Moskau
- 3000 Meter: 8:39,25 min, 6. Juli 1986 in Moskau (litauischer Rekord)
  - 3000 Meter (Halle): 8:46,74 min, 8. Februar 1986 in Moskau (litauischer Rekord)
- 5000 Meter: 15:40,12 min, 3. Juli 1989 in Stockholm
- 10.000 Meter: 32:41,41 min, 1. Juli 1989 in Oslo